# Louis-Gaston de Sonis
Louis-Gaston de Sonis (Pointe-à-Pitre, 25 agosto 1825 – Parigi, 15 agosto 1887) è stato un generale francese.

## Biografia
Figlio di un militare, nacque nel 1825 a Guadalupa e nel 1832 si trasferì in Francia con suo padre, che lo affidò alle cure dei nonni paterni. Fece gli studi presso il Collège Stanislas, poi al Collège de Juilly e, nel 1844, fu ammesso all'accademia militare di Saint-Cyr.
Entrò nell'arma di cavalleria e completò la sua formazione presso la scuola di applicazione di Saumur Prestò servizio a Castres, Pontivy, Parigi e Limoges.
Nel 1848 sposò Anaïs Roger, figlia di un notaio, e divenne padre di dodici figli.
Dal 1854 prestò servizio in Algeria e in Marocco ma nel 1870, allo scoppio della guerra franco-prussiana, chiese di tornare in Francia. Generale di brigata, fu posto da Léon Gambetta alla testa del 17º corpo d'armata dell'armata della Loira, incaricata di liberare Parigi. Combatté alla testa degli zuavi pontifici nella battaglia di Loigny e, in tale occasione, innalzò lo stendardo del Sacro Cuore di Gesù donatogli dalle monache visitandine di Paray-le-Monial.
Rifiutandosi di partecipare agli inventari delle comunità religiose, nel 1880 presentò le sue dimissioni dall'esercito; fu reintegrato il 27 aprile 1881. Morì nel 1887, ancora in attività di servizio, con la qualifica di ispettore generale della cavalleria.
Le sue esequie furono celebrate nella chiesa di Loigny, dove fu seppellito, e Charles-Émile Freppel, vescovo di Angers, pronunciò l'orazione funebre.
Louis Baunard, rettore dell'Università Cattolica di Lilla, ne scrisse una biografia (Le Général de Sonis, d'après ses papiers et sa correspondance, Parigi 1890) che contribuì a renderlo un modello di eroicità e santità molto popolare negli ambienti cattolici conservatori. L'Inchiesta diocesana su vita, virtù e fama di santità di Sonis si aprì a Chartres il 6 ottobre 1928 e il 12 maggio 1937 fu emesso il decreto sugli scritti.
Il corso del processo di beatificazione fu rallentato dai problemi sollevati dalla temporanea appartenenza del generale alla massoneria.